# توماس أنطونيو غونزاغا
توماس أنطونيو غونزاغا (بالبرتغالية: Tomás Antônio Gonzaga‏) هو ناشط سياسي ومحامي وشاعر برتغالي وبرازيلي، ولد في 11 أغسطس 1744 في Miragaia ‏ في البرتغال، وتوفي في 1810 في جزيرة موزامبيق في موزمبيق.

## وصلات خارجية
- توماس غونزاغا على موقع الموسوعة البريطانية (الإنجليزية)